# Jinsim-i data
Jinsim-i data (kor. 진심이 닿다; znany także jako Touch Your Heart) – południowokoreański serial telewizyjny. Główne role odgrywają w nim Yoo In-na oraz Lee Dong-wook. Serial emitowany był na kanale tvN od 6 lutego do 28 marca 2019 roku, w środy i czwartki o 22:00.

## Fabuła
Oh Yoon Seo jest popularną aktorką. Słynie ze swojego pięknego wyglądu, ale jej gra aktorska pozostawia wiele do życzenia. Pewnego dnia zostaje wciągnięta w skandal razem z synem zamożnej rodziny, co sprawia, że jej kariera poupada. Nagle Oh Yoon Seo dowiaduje się, że słynna scenarzystka poszukuje aktorki, która ma zagrać główną rolę w nowej dramie, gdzie główna bohaterka pracuje jako sekretarka prawnika. Aby zdobyć doświadczenie do tej roli, Oh Yoon Seo musi pracować przez kilka miesięcy jako sekretarka w kancelarii prawniczej. Adwokatem, którego przez 3 miesiące sekretarką ma być Yoon Seo, jest chłodny i arogancki Kwon Jung Rok. Mężczyzna nie jest zadowolony z sytuacji, ale musi się zgodzić.

## Obsada

### Postacie pierwszoplanowe
- Yoo In-na jako Oh Jin-shim / Oh Yoon-seo
- Lee Dong-wook jako Kwon Jung-rok
- Lee Sang-woo jako Kim Se-won
- Son Sung-yoon jako Yoo Yeo-reum

### Postacie drugoplanowe
Always Law Firm
- Oh Jung-se jako Yeon Joon-kyu
- Shim Hyung-tak jako Choi Yoon-hyuk
- Park Kyung-hye jako Dan Moon-hee
- Park Ji-hwan jako Lee Doo-seob
- Jang So-yeon jako Yang Eun-ji
- Kim Hee-jung jako Kim Hae-young
- Lee Jong-hwa jako Lee Jong-hwa
- Lee Kyu-sung jako Kim Pil-gi

Ludzie wokół Jin-shim
- Lee Jun-hyeok jako Yeon Joon-suk
- Oh Eui-shik jako Kong Hyuk-joon
- Jay jako Lee Kang-joon

Prokuratura Okręgowa w Seulu
- Kim Chae-eun jako Lee Joo-young
- Lee Hyun-kyun jako prokurator Im
- Kim Koo-taek jako prokurator i szef Yeo-reum
- Kim Hee-chang jako prokurator naczelny
- Na Chul jako Kim Hyung-shik z zespołu Se-wona
- Park Yun jako Yoo Hyun-ji z drużyny Se-wona
- Jin So-yeon jako sekretarz prawny Yeo-reum
- Min Jung-seob jako śledczy Yeo-reum

Inny
- Kim Soo-jin jako Lee Se-jin
- Kim Dae-gon jako Park Soo-myung
- Syn Se-bin jako Kim Min-ji, rywal Jin-shima
- Yoo Eun-mi jako Seo Jin-hee, córka Eun-ji
- Baek Eun-hye jako agent ubezpieczeniowy
- Yoo Yeon jako Im Yoon-hee